# Бежмо
Бежмо (пол. Bierzmo) — село в Польщі, у гміні Брудзев Турецького повіту Великопольського воєводства.
Населення — 65 осіб (2011).
У 1975-1998 роках село належало до Конінського воєводства.

## Демографія
Демографічна структура станом на 31 березня 2011 року:
|          | Загалом | Допрацездатний вік | Працездатний вік | Постпрацездатний вік |
| -------- | ------- | ------------------ | ---------------- | -------------------- |
| Чоловіки | 32      | 5                  | 24               | 3                    |
| Жінки    | 33      | 7                  | 18               | 8                    |
| Разом    | 65      | 12                 | 42               | 11                   |